# Coca-Cola M5
Coca-Cola M5 е колекционерско издание на популярната безалкохолна напитка Кока-Кола, която съдържа 5 алуминиеви контурни бутилки, с различен дизайн, чието създаване започва през 2005 година.
Съкръщението М5 идва от Magnificent 5 (на български език – Великолепните 5).

## Създаването
През 2005 година Coca-Cola Company възлага на пет различни студия за графичен дизайн, създаването на нова линия, която да бъде насочена към младите и креативни консуматори.

## Създателите
- The Designer's Republic (Великобритания)
- Lobo (Бразилия)
- MK12 (САЩ)
- Rex Архив на оригинала от 2008-10-15 в Wayback Machine. (Южна Африка)
- Tennant McKay (Южна Африка)
- Caviar (Япония)

Всяка от бутилките е пусната с уникален видеоклип.